# Zbigniew Siudak
Zbigniew Leszek Siudak (ur. 1979 w Kielcach) – polski kardiolog, internista, profesor nauk medycznych. Specjalizuje się w epidemiologii ostrych zespołów wieńcowych i rokowaniu pacjentów po zabiegach przezskórnych interwencji wieńcowych.

## Życiorys
Studia medyczne ukończył w Collegium Medicum Uniwersytetu Jagiellońskiego w 2004 roku, gdzie następnie został zatrudniony (II Klinika Kardiologii Szpitala Uniwersyteckiego) i zdobywał kolejne awanse akademickie i kliniczne. Jest specjalistą chorób wewnętrznych i kardiologii. Stopień doktorski zdobył w 2009 na podstawie rozprawy pt. The effect of early abciximab administration in patients with ST elevation myocardial infarction treated with interventional strategy in high risk groups on long term outcome. Habilitował się w 2015 a w roku 2018 został mianowany profesorem nadzwyczajnym UJK w Kielcach. Tytuł naukowy profesora nauk medycznych został mu nadany przez Prezydenta RP w 2021 roku. Należy do Polskiego Towarzystwa Kardiologicznego oraz EAPCI ESC..
W latach 2018–2019 był stypendystą Polsko-Amerykańskiej Komisji Fulbrighta na Uniwersytecie Yale, a od 2021 roku jest Ambasadorem Programu Fulbrighta. Wielokrotnie wyróżniany i nagradzany. Otrzymał m.in. nagrody Polskiego Towarzystwa Kardiologicznego, Polskiej Akademii Nauk, Prezydenta Miasta Krakowa oraz nagrody Rektora UJK. Laureat konkursu "Supertalenty w medycynie 2019". Obecnie jest konsultantem naukowym Uniwersyteckiej Kliniki Chorób Wewnętrznych Wojewódzkiego Szpitala Zespolonego w Kielcach oraz konsultantem wojewódzkim w dziedzinie chorób wewnętrznych. . 
Powołany przez Minister Zdrowia RP do Rady Przejrzystości Agencja Oceny Technologii Medycznych i Taryfikacji na kadencję 2024-2030.. Członek Rady Naukowej Luxmed
W 2021 odznaczony Srebrnym Krzyżem Zasługi, w 2023 Brązowym Medalem za Długoletnią Służbę. Od 2024 roku pracownik naukowy Instytutu Zdrowia Publicznego Collegium Medicum Uniwersytetu Jagiellońskiego.